# Cuevas Labradas (kommun)
Cuevas Labradas är en kommun i Spanien.   Den ligger i provinsen Provincia de Teruel och regionen Aragonien, i den östra delen av landet, 230 km öster om huvudstaden Madrid. Antalet invånare är 128. Arean är 41 kvadratkilometer.
Terrängen i Cuevas Labradas är varierad.